# Cittareale
Cittareale ist eine Gemeinde in der Provinz Rieti in der italienischen Region Latium mit 388 Einwohnern (Stand 31. Dezember 2023).

## Geographie
Cittareale liegt 125 km nordöstlich von Rom und 52 km nordöstlich von Rieti oberhalb des Tals des Velino, der im Gemeindegebiet entspringt. Es ist umgeben von den Bergen der Reatinischen Abruzzen am Fuße des Monte Cambio (2084 m). Das Gemeindegebiet erstreckt sich über eine Höhe von 757 bis 1.825 m s. l. m.
Zur Gemeinde gehören die Ortsteile Ara dei Colli, Bricca, Cagnerone, Ca Jenco, Cesetta, Collenasso, Collicelle, Conca, Folcara, Le Rose, Marianitto, Matrecciano, Mola Coletta, Pallottini, Santa Croce, Santa Giusta, Sacco, Scanzano, Sorecone, Trimezzo, Vetozza und Vezzano.
Cittareale befindet sich in der Erdbebenzone 1 (stark gefährdet).
Es ist Mitglied der Comunità Montana del Velino.
Die Nachbarorte sind Accumoli, Amatrice, Borbona, Cascia (PG), Leonessa, Montereale (AQ), Norcia (PG) und Posta.

## Verkehr
Cittareale liegt 5 km von der Via Salaria SS 4, die von Rom über Ascoli Piceno an die Adriaküste bei Porto d’Ascoli führt, entfernt. Der nächste Bahnhof ist Antrodoco an der Bahnstrecke Terni – Sulmona in 29 km Entfernung.

## Geschichte
Im Gemeindegebiet lag die von den Sabinern gegründete Stadt Falacrinae, die seit 2005/2006 unter der Leitung von Giovanna Alvino von der Denkmalbehörde von Latium beim Teilort Colicelle ausgegraben wird. Seitdem sind keine Mitteilungen über die Ausgrabungen mehr erfolgt. Der Kernort der heutigen Gemeinde soll 1261 von Manfred von Staufen gegründet worden sein; eine andere Auffassung spricht sich für König Karl I. aus. Unter Robert dem Weisen wurde er 1329 erstmals erwähnt; Ludwig I. nennt ihn in seinem Testament von 1384. Danach verblieb er als Grenzstadt gegen den Kirchenstaat unter der Herrschaft der Könige von Neapel und schließlich Beider Sizilien. Diverse Erdbeben suchten Cittareale heim, so in den Jahren 1703, 1979, 2009 und 2016.

## Bevölkerungsentwicklung
| Jahr      | 1861 | 1881 | 1901 | 1921 | 1936 | 1951 | 1971 | 1991 | 2001 |
| --------- | ---- | ---- | ---- | ---- | ---- | ---- | ---- | ---- | ---- |
| Einwohner | 1635 | 1628 | 1811 | 1918 | 1496 | 1312 | 840  | 552  | 482  |

Quelle: ISTAT

## Politik
Francesco Nelli (Lista Civica: Per Cittareale) wurde am 5. Juni 2016 zum Bürgermeister gewählt.

## Sehenswürdigkeiten
- Die dreieckige Festungsanlage am nördlichen Rande der Siedlung, die Rocca, besitzt eine auffällige Bastion im Norden, an der Grenzstelle zum Kirchenstaat: Sie hat eine ausgebuchtete Spitzenform. Hier ist heute das Gemeindemuseum untergebracht.
- Die Pfarrkirche Santa Maria Assunta wurde mehrmals lädiert und ist seit 1989 wieder hergerichtet; sie besitzt eine klassizistische Gestalt.
- Die Kirche Sant’Antonio verfügt über ein ansehnliches Rundportal, in dessen Bogen Girlandenblätter und -blüten aneinander gefügt sind.

## Töchter und Söhne der Gemeinde
- Vespasian (9–79), römischer Kaiser